# Яхо, Эрмонела
Эрмонела Яхо (англ. Ermonela Jaho, род. 1974, Тирана, Албания) — албанская оперная певица, сопрано.
Яхо училась пению в Тиране. Затем, победив в конкурсе, организованном итальянской оперной певицей Катей Риччарелли, Яхо смогла год заниматься в Академии
города Мантуя и закончить пятилетний курс вокала и игры на фортепиано в Национальной Академии святой Цецилии в Риме.
Яхо является победительницей ряда крупнейших международных конкурсов в числе которых Конкурс им. Пуччини в Милане (1997), Спонтини в Анконе (1998), лучшая певица Уэксфордского Фестиваля (2000).
В последние годы Яхо с большим успехом выступала на сценах ведущих оперных театров Америки и Европы: Королевская опера в Лондоне, Метрополитен-Опера в Нью-Йорке, Гранд-Опера в Париже. Репертуар Яхо включает оперные партии как лирического так и драматического характера. К числу лучших ролей певицы принадлежат: Виолетта (Верди, «Травиата»), Мими (Пуччини, «Богема»), Анна Болейн (Доницетти, «Анна Болейн»).
8 января 2011 Эрмонела Яхо выступила в сольным концертом в Москве, в Концертном зале им. П. И. Чайковского.